# Série 9100 da CP
A Série 9100 corresponde a um tipo de automotora, que foi utilizada pela operadora Caminhos de Ferro Portugueses na Linha do Tâmega, em Portugal.

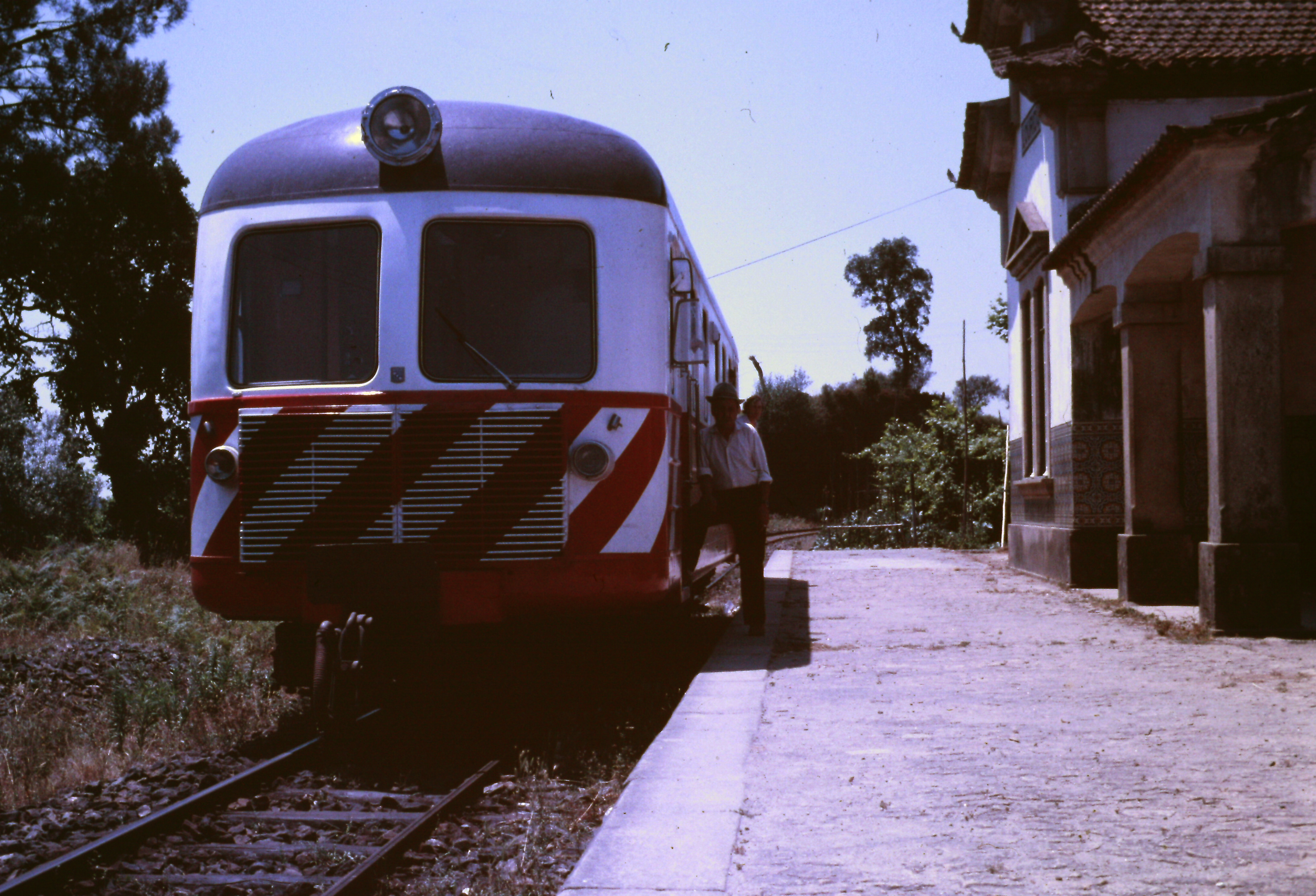
Uma das automotoras desta série no Apeadeiro de Lourido, na década de 1980.

## História

### Antecedentes e encomenda
Após a Segunda Guerra Mundial, a Companhia dos Caminhos de Ferro Portugueses encontrava-se com dificuldades para assegurar os serviços de passageiros, devido à quantidade e ao estado do parque de material circulante; com efeito, embora ainda existisse um número suficiente de locomotivas a vapor para as necessidades de tráfego, a maior parte das máquinas não conseguiam atingir níveis de velocidade, conforto e consumo considerados aceitáveis para os padrões da época. Por outro lado, a tracção a vapor também apresentava custos de combustível consideravelmente superiores aos combustíveis alternativos, especialmente o gasóleo e a electricidade, e produzia um elevado grau de poluição, com efeitos nefastos para os passageiros e populações, especialmente nas áreas urbanas e nos túneis.
Esta forma, a Companhia iniciou um plano de apetrechamento, com o objectivo de renovar o parque de material circulante, através da aquisição de material circulante; a nível inicial, priorizou-se a tracção a gasóleo, devido aos elevados custos de instalação das infra-estruturas indispensáveis à tracção eléctrica.
A tracção eléctrica, já experimentada com sucesso na Linha de Cascais, era menos dispendiosa do que o gasóleo, e a energia podia ser gerada em Portugal, mas acarretava pesados custos na instalação das infra-estruturas necessárias. No âmbito deste plano, a companhia encomendou em 1946 um grande pacote de material circulante, que atingiu um custo total de 400 milhões de escudos, e que incluiu várias automotoras de origem sueca, das quais três eram de via estreita. Em Março de 1948 previa-se que todo o material iria entrar ao serviço ainda durante esse ano. As automotoras e os reboques de origem sueca foram fabricadas pela construtora Nydqvist & Holm AB, mais conhecida pela sigla NOHAB.

### Introdução ao serviço
As três unidades de via estreita entraram ao serviço em 19 de Maio de 1948, na Linha do Tâmega. A primeira viagem foi acompanhada por vários engenheiros e funcionários superiores da Companhia, tendo sido realizada uma cerimónia na Estação de Amarante, com discursos do presidente e dos vereadores da Câmara Municipal, e animação musical pela banda dos Bombeiros Voluntários.
Uma vez que tinham originalmente apenas dois eixos, as automotoras revelaram vários problemas de estabilidade, o que foi resolvido devido à introdução de dois bogies de dois eixos, em esquema Bo-Bo, um em cada extremidade.
Em 7 de Junho de 1998, as automotoras 9101 e 9102 colidiram junto a Fregim. A 9101 foi abatida ao serviço, sendo utilizada para fornecer peças às outras duas unidades, que continuaram a circular; uma das cabines foi preservada, tendo sido colocada no Museu Nacional Ferroviário.

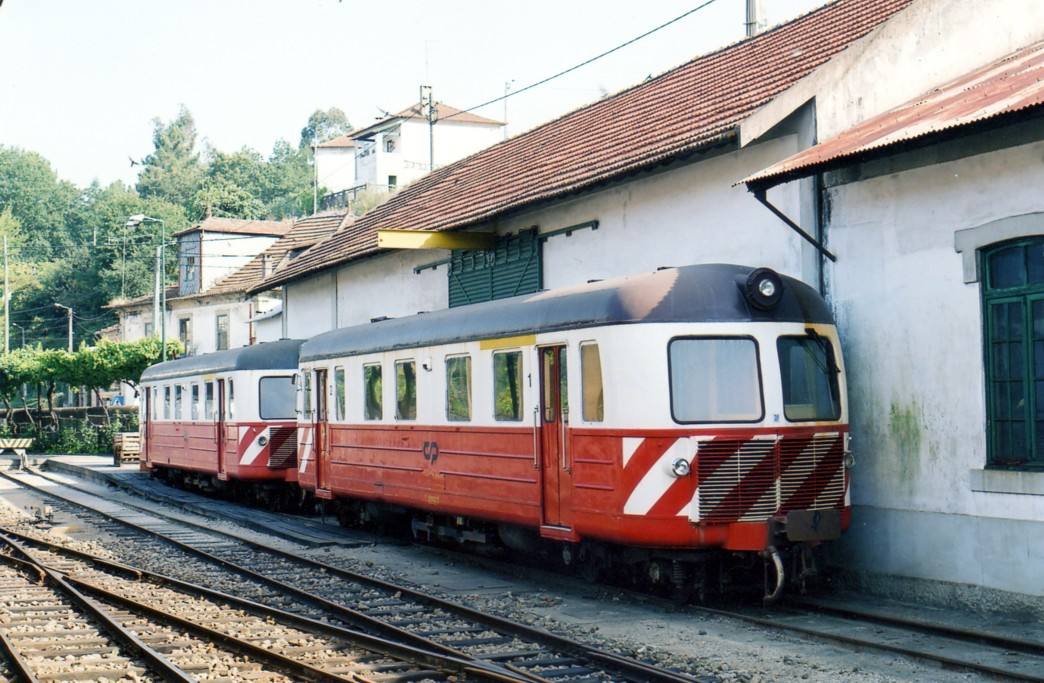
Duas automotoras da série 9100, parqueadas na estação de Livração, em 2003.

### Fim dos serviços
Foram retiradas ao serviço em 2002, sendo substituídas pelas automotoras da Série 9500. Por volta de 2022, as automotoras Nohab que estavam em Livração foram alvo de uma intervenção de restauro, estando então prevista a sua transferência para a Linha do Vouga.

## Ficha técnica
- Características de exploração
  - Ano de entrada ao serviço: 1949[2]
  - Ano de saída ao serviço: 2002[2]
  - Número de automotoras: 3[7]
- Dados gerais
  - Bitola de Via: 1000 mm[7]
  - Tipo de composição: Unidade Simples a Diesel (motora)[7]
  - Comando em unidades múltiplas: Não tem[2]
  - Comprimento total: 15,59 metros[2]
  - Tipo de tracção: Gasóleo (diesel)[7]
- Transmissão
  - Tipo: Hidráulica[2]
- Motores de tracção
  - Fabricante: Scania-Vabis[2]
  - Potência: 150 cavalos[2]
  - Quantidade: 2[2]
  - Tipo: D-802[2]
  - Potência por motor: 187 Cv[2]
- Características de funcionamento
  - Velocidade máxima: 70 km/h[2]
- Lotação
  - Primeira classe: 8[7]
  - Segunda classe: 28[7]

## Lista de material
| : | qt. | estado                   |
| - | --- | ------------------------ |
| ☑︎ | 2   | musealizadas, funcionais |
| ✖︎ | 1   | demolida                 |
| 3 | 3   | (total)                  |

| №    | : | a    | observações                                             |
| ---- | - | ---- | ------------------------------------------------------- |
| 9101 | ✖︎ | 1998 | Abatida, após colisão com a 9102, em 7 de Junho de 1998 |
| 9102 | ☑︎ | 2002 | Parqueada na Estação Ferroviária de Livração            |
| 9103 | ☑︎ | 2002 | Parqueada na Estação Ferroviária de Livração            |